# Julián González Parrado
Julián González Parrado (Madrid, 28 de gener de 1841 - 23 de juny de 1915) fou un militar espanyol, Cap d'Estat Major de l'Exèrcit de Terra i senador durant la restauració borbònica.

## Biografia
Va ingressar com a cadet a l'exèrcit el 9 de setembre de 1857. Poc després fou destinat a lluitar a la guerra d'Àfrica i participà en la batalla de Los Castillejos i en la batalla de Wad-Ras, de manera que en 1860 ascendí a tinent per mèrits de guerra. En 1863 fou destinat a Cuba, on va lluitar contra els insurrectes i fou ascendit a capità. En 1867 fou nomenat governador de Santiago de las Vegas i en 1869 fou ascendit a comandant i després a tinent coronel. En 1874 va tornar a la Península i va participar en la tercera guerra carlina lluitant a Sagunt i Nules, després a Cantavieja, Alella i Odena. De 1876 a 1877 va tornar a Cuba i en 1882 fou destinat a les Filipines, on fou ascendit a coronel i nomenat governador de Sulu. En 1888 tornà a la Península i fou nomenat director general d'Infanteria. En 1889 ascendí a brigadier i en 1892 és nomenat governador de Mindanao, on va combatre els insurrectes. El 1896 torna a la península i en 1897 torna a ser destinat a Cuba com a segon cap de la Capitania general de l'illa i inspector d'infanteria. Durant la guerra hispano-estatunidenca s'encarregà de vigilar les línies de comunicació i posteriorment fou president de la comissió d'evacuació de l'illa.
De 1901 a 1903 fou governador militar de Biscaia i vocal de la Junta Consultiva de Guerra. El 4 d'octubre de 1905 va ascendir a tinent general, i fou nomenat capità general de la VIII Regió Militar en 1907 i de la VII Regió Militar en 1908, càrrec que va ocupar fins 1910 quan fou nomenat Cap d'Estat Major Central de l'Exèrcit de Terra. Ocupà aquest càrrec fins que va passar a la reserva el 30 de desembre de 1912. Alhora, en 1910 fou nomenat senador per la província d'Alacant i en 1911 senador vitalici. Va morir el 23 de juny de 1915.

## Obres
- Memoria Acerca de Mindanao (Manila: Ramirez, 1893)
- Divagaciones militares : colección de artículos (Manila : M. Perez, 1886
- En paz y en guerra; colección de artículos de Julián González Parrado. (Habana, Imp. de la S. de infantería, 1898)